# فريدريش ألبرخت أنطون ماير
فريدريش ألبرخت أنطون ماير (بالألمانية: Friedrich Albrecht Anton Meyer)‏ (و. 1768 – 1795 م) هو فيزيائي، وعالم طبيعي، وعالم حيواني، وعالم طيور من الإمبراطورية الرومانية المقدسة .

## التعليم
تعلم في جامعة غوتنغن